# Расписной астрильд
Расписной астрильд (лат. Emblema pictum) — вид птиц семейства вьюрковых ткачиков. Эндемик Австралии. Единственный вид рода Emblema, подвидов не выделяют.

## Описание
Расписной астрильд достигает длины от 10 до 10,5 см. Нижняя сторона тела имеет чёрно-белые крапины, верхняя сторона от оливково-коричневого до оливково-зелёного цвета. Острый клюв сверху чёрного, а снизу красного цвета. У самцов на лице красная маска, а также красные перья на нижней стороне тела. Самки похожи на самцов, однако, у них гораздо меньше красных перьев в оперении.
Молодые птицы похожи на самцов, однако, окрашены в целом более тускло, а красные перья на голове и груди отсутствует. Её пятна капли на нижней стороне тела ещё грязно белёсые. В то время как надклювье уже чёрное, подклювье ещё серое, а основание клюва белёсое.

## Распространение и образ жизни
Область распространения расписного астрильда — это запад и внутренняя часть Австралии, в основном Хамерсли. Биотоп расписного астрильда — это самые засушливые области австралийского континента. Птицы тесно привязаны здесь к воде, которая находится преимущественно у подножия крутых скал. Они встречаются соответственно в регионах, которые отличаются наличием цепи холмов и скал. Благодаря искусственным водоканалам птицы частично смогли расширить своё жизненное пространство. Поэтому их часто можно найти вблизи ферм, неоднократно птиц встречали в Алис-Спрингс. Это исключительно наземный житель, который передвигается по земле прыжками. Полёт сильный и продолжительный. Вне периода гнездования птицы живут в группах численностью до 30 особей.

## Питание
Питание состоит преимущественно из семян различных трав рода Spinifex. Во время гнездования птицы питаются также насекомыми.

## Размножение
Расписной астрильд не имеет точного периода гнездования, птицы гнездятся только тогда, когда в их распоряжении в результате дождей будут находиться необходимые полузрелые семена. Материал, используемый для строительства гнезда состоит из веток, волокон кокосовой пальмы, травы, пуха растений, перьев и коры. Гнездо сооружается в зарослях травы Spinifex и редко находится выше чем 50 см над землёй. В кладке обычно от 3 до 5 яиц. Высиживание длится от 16 до 18 дней. Обе родительских птицы высиживают кладку, а затем выкармливают птенцов в течение 10 дней. Однажды вылетев, птенцы больше не возвращаются в гнездо.

## Содержание в неволе
Расписных астрильдов впервые завезли в 1869 году в Англию, а затем в 1877 году в Германию. В течение десятилетий птица оставалась редкой, а после запрета на вывоз из Австралии в 1960 году в Европе отсутствовала достаточно молодая популяция расписных астрильдов, чтобы продолжить размножение. Птиц завозили из Японии, где их разводили. В настоящее время расписных астрильдов регулярно выводят в Европе. Их содержат и разводят как во вместительной клетке, так и в вольерах. К корму птицы не притязательны. Достаточно мелкозернистого корма, яиц и могара. Могар особенно важен для выращивания. Примерно 15 дней высиживаются от 3 до 5 яиц. После появления на свет взрослые птицы ещё 3 недели кормят выводок.